# Dibba

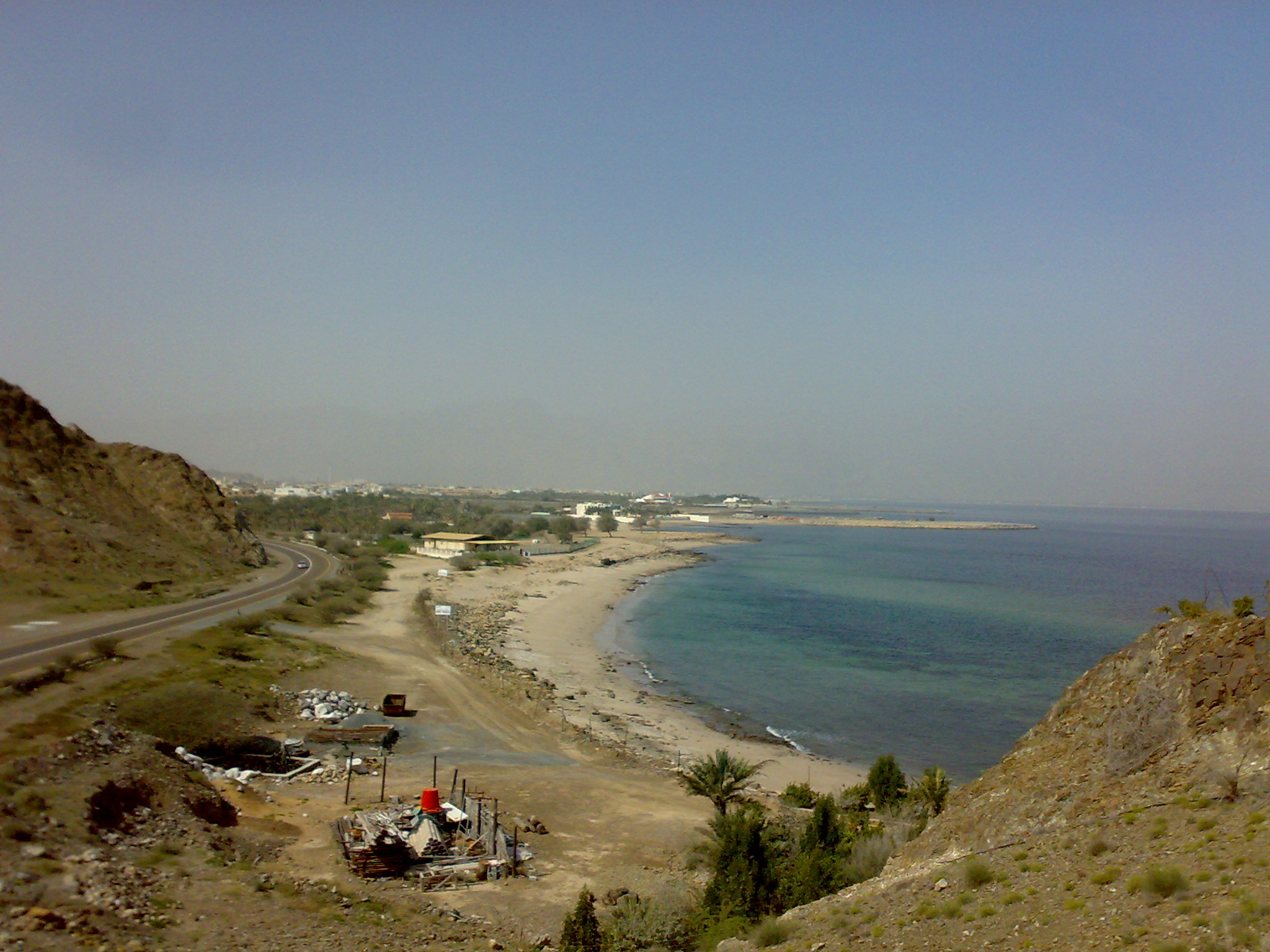
Aperçu du cap Rul Dibba à 6 km à l'Est de Dibba.

Dibbā (arabe : دِبَّا) est une zone côtière situé à l'extrémité nord de la péninsule arabique orientale sur le golfe d'Oman,.

## Administration politique
Dibba est politiquement divisé en trois segments :
- Dibba Al-Fujairah, gouverné par l'émirat de Fujaïrah, aux Émirats arabes unis ;
- Dibba Al-Hisn, gouverné par l'émirat de Charjah, aux Émirats arabes unis ;
- Dibba Al-Baya, gouverné par le gouvernorat de Moussandam, à Oman.

## Histoire
Ce grand port naturel sur la côte est des Émirats du Nord a été un site important de commerce maritime et de peuplement pendant des millénaires, avec des fouilles relativement récentes qui sous-tendent l'importance de la ville en tant que centre commercial tout au long de l'âge du fer et jusqu'à la fin de l'époque pré‑islamique. Une tombe collective, découverte accidentellement en 2004, a conduit à un certain nombre de fouilles dans la zone de la ville actuelle qui ont mis en évidence une grande colonie avec des couches d'occupation et des découvertes importantes de marchandises commerciales, de bitume, de céramique et de verre ainsi que de pièces de monnaie. 
Trois tétradrachmes en alliage de cuivre et des restes de poteries, trouvés sur le site, le relient à la période hellénistique dans les grandes villes préislamiques de Mleiha et Ed-Dur. Par la suite, les amphores romaines, la céramique et le verre attestent d'une continuité de non seulement l'occupation humaine mais également d'un commerce régional animé. Les découvertes sur le site attestent de liens commerciaux avec Bahreïn, le nord-est de l'Arabie, l'Iran, la Mésopotamie et l'Inde, tandis que des amphores, des terres sigillées, du verre et des intailles démontrent des liens entre Dibba et l'Empire romain - deux intailles trouvées dans la ville étaient gravées aux effigies de Persée et de Méduse (similaire à celui trouvé dans le sud de la Thaïlande), suggérant en outre un vaste réseau commercial préislamique s'étendant loin vers l'Est. 
Sous les Sassanides et leurs clients, les Julanda et Azd, un important marché existait à Dibba. Le Julanda relevait du marzban (gouverneur militaire) persan, basé à Al-Rustaq dans l'actuel Oman. Selon Ibn Habib, « des marchands du Sind, de l'Inde, de la Chine, des gens de l'Est et de l'Ouest y sont venus. »

### Bataille de Dibba
Peu de temps après la mort de Mahomet, une rébellion éclata à Dibba et une faction des Azd, dirigée par Laqit bin Malik Dhu at-Taj, rejeta l'islam. Selon une tradition, Laqit a été tué par un envoyé du calife Abu Bakr dans ce qui aurait pu être une lutte relativement petite, tandis que d'autres sources, dont al-Tabari, affirment qu'au moins 10 000 rebelles ont été tués dans l'une des plus grandes batailles des guerres de Ridda, la bataille de Dibba. La plaine derrière Dibba contient encore un grand cimetière qui, selon la tradition locale, représente les apostats tombés de Dibba. Par la suite, la région du sud-est de l'Arabie est devenue presque entièrement musulmane. À l'époque du calife abbasside Al-Mu'tadid (CE 870–892), une grande bataille a eu lieu à Dibba lors de la conquête d'Oman par le gouverneur abbasside d'Irak et de Bahreïn, Muhammad ibn Nur.
Par la suite, les références à Dibba dans la littérature historique sont rares jusqu'à la construction d'une forteresse par les Portugais. Dibba (Debe) apparaît dans la liste des noms de lieux du sud-est de l'Arabie conservée par le bijoutier vénitien Gasparo Balbi en 1580 et des représentations de son fort portugais peuvent être trouvées dans plusieurs sources, telles que Portugaliae Monumenta Cartographica d'Armando Cortesão.